# Симптом Мурсу
Симптом Мурсу (англ. symptom Moursou) — клінічний симптом при епідемічному паротиті та інших запальних хворобах з ураженням привушної слинної залози. Це припухання слизової оболонки гирла привушної (стенонової / стенсенової на честь данського анатома, що його описав) протоки (parotid duct), яке спостерігається на внутрішній поверхні щоки у вигляді невеликого горбка, в центрі якого видно синюшно-червону точку. 
Симптом не є специфічним для епідемічного паротиту, але в комплексі з іншими проявами дозволяє поставити діагноз, тому що з'являється вже у продромальному періоді. Іноді виникає при інших паротитах, сіалоаденіті, сіалолітіазі, загостренні синдрому Шегрена тощо.